# 토트넘 (펍)

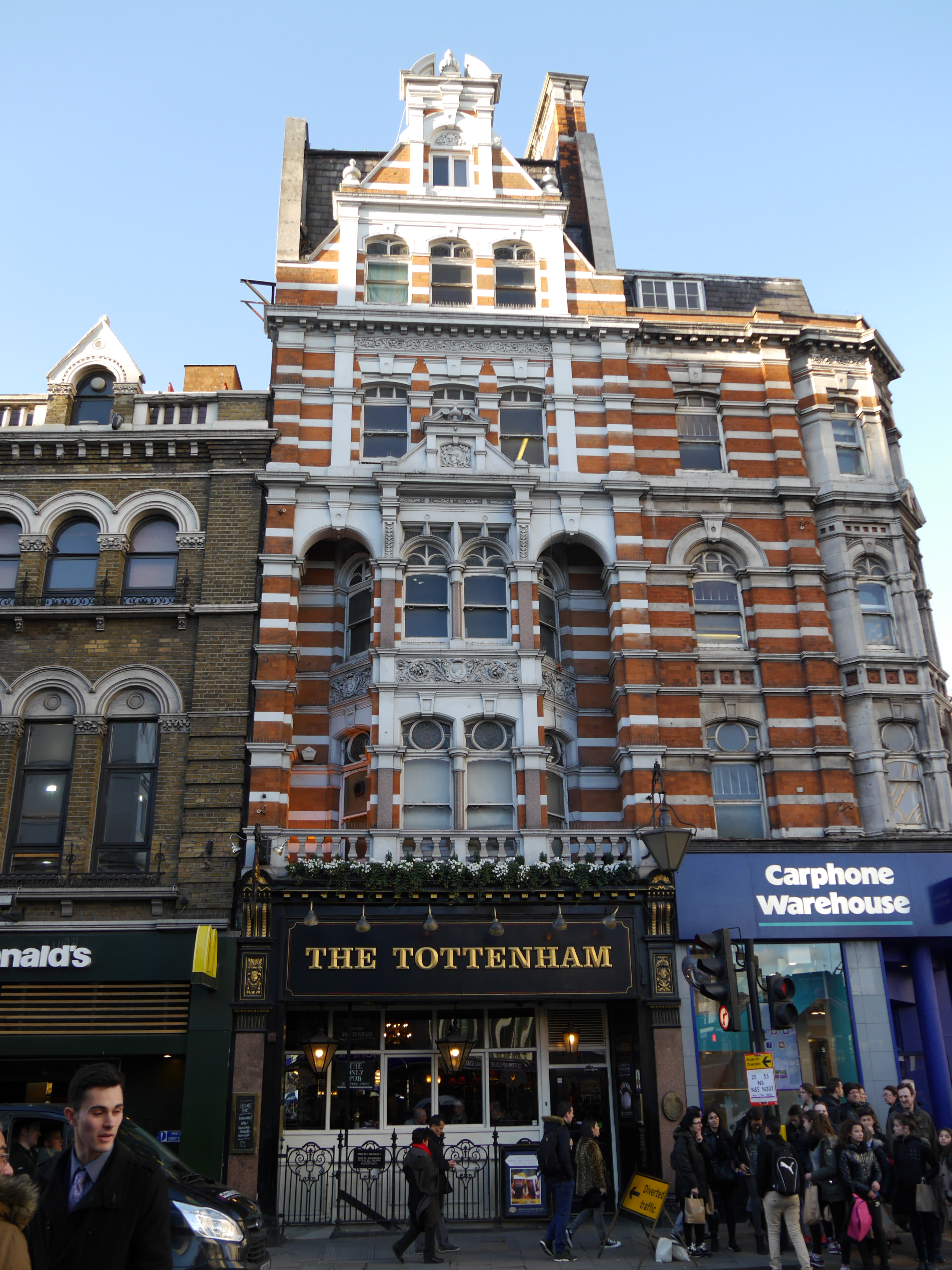
토트넘 (2015년)

토트넘(영어: The Tottenham)은 잉글랜드 런던 피츠로비아 옥스퍼드 스트리트 6번지에 위치한 펍이다.
토트넘은 CAMRA의 역사적 펍 인테리어의 국가 목록에 등록되어 있다.
이 건물은 19세기 지어졌으며, 옥스퍼드 스트리트에 남아 있는 마지막 펍이기도 하다.
2015년에 1894년 재개발하기 이전 이름인 플라잉 호스(영어: Flying Horse)로 이름을 바꾸었다.